# Nicole Barber-Lane
Nicole Barber-Lane (11 Reino Unido, marzo de 1970) es una actriz inglesa, más conocida por haber interpretado a Myra McQueen en la serie Hollyoaks.

## Biografía
Tiene una hija, Jemma Healey-Lane, de una relación anterior. 
En 1999 se casó con el actor inglés Liam Fox, con quien tiene un hijo, Ben Fox. A principios de febrero de 2015, la pareja anunció que se habían separado después de 16 años de matrimonio.
Es muy buena amiga de las actrices Claire Cooper, Gemma Merna, Jennifer Metcalfe y Jorgie Porter, con quienes trabajó en la serie Hollyoaks. Nicola fue dama de honor en la boda de Gemma.

## Carrera
Apareció en un comercial para Yorkshire Building Society.
El 19 de junio de 2006, se unió al elenco principal de la exitosa serie británica Hollyoaks, donde interpretó a Myra McQueen hasta el 5 de septiembre de 2013. El 31 de enero de 2014, regresó brevemente a la serie. A principios de julio de 2014, se anunció que Nicole regresaría de nuevo a la serie ese mismo año.
En 2010 participó junto con otras actrices de Hollyoaks en una versión de «Girls Just Want to Have Fun» para apoyar el Cancer Research UK.

## Filmografía

### Series de televisión
| Año                     | Título                                     | Personaje       | Notas                      |
| ----------------------- | ------------------------------------------ | --------------- | -------------------------- |
| 1999                    | The Cops                                   | Mrs. Harper     | Serie 2: Episodio 8        |
| 2005                    | Emmerdale                                  | Enfermera       | 1 episodio                 |
| 2005                    | Hollyoaks                                  | Nurse Phillips  | Episodio: #1.1636          |
| 2005                    | Bodies                                     | Alex Blair      | Serie 2: Episodio 10       |
| 2005                    | Hollyoaks: Let Loose                       | Nurse           | Guest role                 |
| 2006–2019, 2024–present | Hollyoaks                                  | Myra McQueen    | Rol regular; 886 episodios |
| 2010                    | Race for Life: Girls Just Want to Have Fun | Desconocido     | Cortometraje               |
| 2011                    | Being Sold                                 | Simone Hoyle    | Largometraje               |
| 2011                    | Hollyoaks Later                            | Myra McQueen    | 5 episodios                |
| 2019                    | MyBad!                                     | Elaine Campbell | Televisión film            |
| 2022                    | What Would Julie Do?                       | Gronya Remba    | Cortometraje               |
| 2023                    | The Gallows Pole                           | Susie           | 3 episodios                |
| 2023                    | Coronation Street                          | Ange            | 2 episodios                |
| 2023                    | Doctors                                    | Liz Ford        | 1 episodio                 |

### Apariciones
| Año  | Programa                     | Notas                                                   |
| ---- | ---------------------------- | ------------------------------------------------------- |
| 2007 | Most Haunted                 | Episodio: "Most Haunted Live at Halloween: Tatton Park" |
| 2008 | Big Brother's Little Brother | Episodio: "el 19 de junio del 2008"                     |
| 2008 | All Star Family Fortunes     | Episodio: "Hollyoaks vs. Emmerdale"                     |
| 2009 | Ready, Steady, Cook          | Serie 20: Episodio 9                                    |

## Premios y nominaciones
| Año  | Categoría                                  | Premio             | Serie     | Resultado |
| ---- | ------------------------------------------ | ------------------ | --------- | --------- |
| 2013 | Best Comedy Performance                    | British Soap Award | Hollyoaks | Nominada  |
| 2013 | Funniest Female                            | Inside Soap Award  | Hollyoaks | Nominada  |
| 2016 | Funniest Female                            | Inside Soap Award  | Hollyoaks | Nominada  |
| 2017 | Best Comedy Performance                    | British Soap Award | Hollyoaks | Nominada  |
| 2017 | Funniest Female                            | Inside Soap Award  | Hollyoaks | Nominada  |
| 2017 | Best Partnership (junto a Lysette Anthony) | Inside Soap Award  | Hollyoaks | Ganaron   |
| 2018 | Best Comedy Performance                    | British Soap Award | Hollyoaks | Nominada  |